# 1927 na ciência

## Eventos
- 7 de Janeiro - Primeira ligação de telefone transatlântica, entre Nova Iorque e Londres.
- 20 de Maio e 21 de Maio - Primeiro vôo transatlântico sem escalas de Nova Iorque a Paris por Charles Lindbergh.
- Georges Lemaître: Teoria do Big Bang
- Werner Heisenberg desenvolve o princípio da incerteza de Heisenberg que, entre outras coisas, explica a mecânica do movimento do elétron ao redor do núcleo.[1]
- Fritz London e Walter Heitler aplicam mecânica quântica para explicar a ligação covalente na molécula de hidrogênio.,[2] que marca o começa da química quântica.[3]

## Nascimentos
| Data            | Nome                     | Profissão                                            | Nacionalidade             | Observações | Ref                                            |
| --------------- | ------------------------ | ---------------------------------------------------- | ------------------------- | --- | ---------------------------------------------- |
| 6 de fevereiro  | Gerard Kitchen O'Neill   | astrofísico                                          | Estados Unidos            | m. 1992 |                                                |
| 27 de fevereiro | Peter Whittle            | matemático                                           | Nova Zelândia             | Medalha Guy de ouro 1996 Medalha Guy de prata 1966 Medalha Sylvester 1994 | [ 4 ] [ 5 ] [ 6 ]                              |
| 16 de março     | Vladimir Komarov         | cosmonauta                                           | União Soviética           | m. 1967 |                                                |
| 19 de março     | Allen Newell             | cientista de computação e psicólogo                  | Estados Unidos            | m. 1992 Prémio Turing 1975 | [ 7 ]                                          |
| 27 de março     | Gerald Joseph Wasserburg | geoquímico                                           | Estados Unidos            | m. 2016 Medalha Arthur L. Day 1970 Medalha NASA por Serviço Público de Destaque 1972 e 1978 Medalha Leonard 1975 Prémio V. M. Goldschmidt 1978 Medalha Wollaston 1985 Prémio Crafoord 1986 Medalha de Ouro da RAS 1991 Medalha William Bowie 2008                                                                                            | [ 8 ] [ 9 ] [ 10 ] [ 11 ] [ 12 ] [ 13 ] [ 14 ] |
| 9 de abril      | Jacek Karpiński          | engenheiro de computação e informática               | Polónia                   | m. 2010 |                                                |
| 14 de abril     | Alan MacDiarmid          | químico                                              | Nova Zelândia             | m. 2007 Medalha Rutherford 2000 Nobel da Química 2000 | [ 15 ] [ 16 ]                                  |
| 20 de abril     | Karl Alexander Müller    | físico                                               | Suíça                     | Nobel da Física 1987 | [ 17 ]                                         |
| 9 de maio       | Manfred Eigen            | químico                                              | Alemanha                  | Nobel da Química 1967 | [ 16 ]                                         |
| 19 de maio      | Serge Lang               | matemático                                           | França / Estados Unidos   | m. 2005 Prêmio Cole Álgebra 1960 Prémio Leroy P. Steele 1994 | [ 18 ] [ 19 ]                                  |
| 22 de maio      | George Andrew Olah       | químico                                              | Hungria / Estados Unidos  | Nobel da Química 1994 | [ 16 ]                                         |
| 27 de maio      | Edward A. Irving         | geólogo                                              | Reino Unido               | m. 2014 Medalha Logan 1975 Medalha Walter H. Bucher 1979 Medalha J. Tuzo Wilson 1984 Medalha Arthur L. Day 1997 Medalha Wollaston 2005 | [ 20 ] [ 21 ] [ 8 ] [ 11 ]                     |
| 4 de junho      | William Sefton Fyfe      | geólogo                                              | Nova Zelândia             | m. 2013 Medalha Logan 1981 Medalha Arthur L. Day 1990 Medalha de Ouro Gerhard Herzberg 1992 Medalha Roebling 1995 Medalha Wollaston 2000 | [ 20 ] [ 8 ] [ 22 ] [ 11 ]                     |
| 10 de junho     | Eugene Parker            | astrofísico                                          | Estados Unidos            | Henry Norris Russell Lectureship 1969 Medalha Arctowski 1969 Prémio George Ellery Hale 1978 Medalha Chapman 1979 e 1985 Medalha Nacional de Ciências 1989 Medalha William Bowie 1990 Medalha Karl Schwarzschild 1990 Medalha de Ouro da Royal Astronomical Society 1992 Medalha Bruce 1997 Prémio Kyoto 2003 Prémio James Clerk Maxwell 2003 | [ 23 ] [ 14 ] [ 13 ] [ 24 ] [ 25 ]             |
| 24 de junho     | Martin Lewis Perl        | físico                                               | Estados Unidos            | Nobel da Física 1995 | [ 17 ]                                         |
| 28 de junho     | Frank Sherwood Rowland   | químico                                              | Estados Unidos            | Nobel da Química 1995 | [ 16 ]                                         |
| 4 de julho      | Donald Lathrap           | arqueólogo                                           | Estados Unidos            | m. 1990 |                                                |
| 10 de julho     | Grigory Barenblatt       | matemático                                           | União Soviética           | Medalha Timoshenko 2005 | [ 26 ]                                         |
| 2 de agosto     | Peter Swinnerton-Dyer    | matemático                                           | Reino Unido               | Medalha Sylvester 2006 | [ 6 ]                                          |
| 4 de agosto     | Jean Yoyotte             | egiptólogo                                           | França                    | m. 2009 |                                                |
| 18 de agosto    | Marvin Harris            | antropólogo                                          | Estados Unidos            | m. 2001 |                                                |
| 4 de setembro   | John McCarthy            | cientista de computação                              | Estados Unidos            | Prémio Turing 1971 Prémio Kyoto 1988 | [ 7 ] [ 27 ]                                   |
| 7 de setembro   | Riad Salamuni            | geólogo                                              | Brasil                    | m. 2002 |                                                |
| 25 de outubro   | Karl Karekin Turekian    | geólogo                                              | Estados Unidos            | m. 2013 Prêmio V. M. Goldschmidt 1989 Medalha Maurice Ewing 1997 Medalha Wollaston 1998 | [ 10 ] [ 28 ] [ 11 ]                           |
| 31 de outubro   | Narinder Singh Kapany    | físico                                               | Império Britânico (Índia) | |                                                |
| 1 de novembro   | Geoffrey Eglinton        | químico                                              | Reino Unido               | Prémio Urey 1997 Medalha Real 1997 Prémio V. M. Goldschmidt 2000 Medalha Wollaston 2004 Prémio Dan David 2008 | [ 29 ] [ 30 ] [ 10 ] [ 11 ]                    |
| 5 de novembro   | Hirotugu Akaike          | estatístico                                          | Japão                     | m. 2009 Prémio Kyoto 2006 | [ 25 ]                                         |
| 12 de novembro  | Yutaka Taniyama          | matemático                                           | Japão                     | m. 1958 |                                                |
| 8 de dezembro   | Vladimir Shatalov        | cosmonauta                                           | União Soviética           | |                                                |
| 12 de dezembro  | Robert Noyce             | físico                                               | Estados Unidos            | m. 1990 Medallha de Honra IEEE 1978 Prémio Charles Stark Draper 1989 | [ 31 ] [ 32 ]                                  |
| ??              | Harold Aspden            | físico teórico, engenheiro electrotécnico e inventor | Reino Unido               | m. 2011 |                                                |

## Mortes
| Data           | Nome                        | Profissão                                | Nacionalidade               | Observações                                                                         | Ref                  |
| -------------- | --------------------------- | ---------------------------------------- | --------------------------- | ----------------------------------------------------------------------------------- | -------------------- |
| 3 de janeiro   | Carl Runge                  | matemático                               | Alemanha                    | n. 1856                                                                             |                      |
| 18 de janeiro  | Hermann Müller Thurgau      | botânico, biólogo, fitologista e enólogo | Suíça                       | n. 1850                                                                             |                      |
| 9 de fevereiro | Charles Doolittle Walcott   | paleontólogo                             | Estados Unidos              | n. 1850 Medalha Bigsby 1895 Medalha Wollaston 1918 Medalha Mary Clark Thompson 1921 | [ 33 ] [ 11 ] [ 34 ] |
| 22 de março    | Charles Foix                | neurologista                             | Terceira República Francesa | n. 1882                                                                             |                      |
| 25 de maio     | Henri Hubert                | arqueólogo e sociólogo                   | Terceira República Francesa | n. 1872                                                                             |                      |
| 7 de julho     | Magnus Gösta Mittag-Leffler | matemático                               | Suécia                      | n. 1846                                                                             |                      |
| 17 de agosto   | Erik Ivar Fredholm          | matemático                               | Suécia                      | n. 1866                                                                             |                      |
| 2 de outubro   | Svante Arrhenius            | químico                                  | Suécia                      | n. 1859 Nobel da Química 1903 Medalha Davy 1902                                     | [ 16 ] [ 35 ]        |
| 24 de novembro | Israel Charles White        | geólogo e professor                      | Estados Unidos              | n. 1848                                                                             |                      |
| 2 de dezembro  | Paul Heinrich von Groth     | mineralogista                            | Alemanha                    | n. 1843 Medalha Wollaston 1908                                                      | [ 11 ]               |
| 24 de dezembro | Wladimir Bechterew          | neurologista                             | Império Russo               | n. 1857                                                                             |                      |
| ??             | Raimundo Teixeira Mendes    | matemático e filósofo                    | Brasil                      | n. 1855                                                                             |                      |

## Prémios

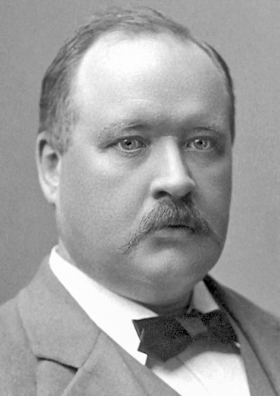
Svante Arrhenius (1859-1927)

### Medalha Bigsby
- Bernard Smith[33]

### Medalha Bruce
- Herbert Hall Turner[24]

### Medalha Copley
- Charles Scott Sherrington[36]

### Medalha Davy
- Arthur Amos Noyes[35]

### Medalha Edison IEEE
- William D. Coolidge[37]

### Medalha Guy de prata
- H.W. Macrosty[5]

### Medalha de Honra IEEE
- Louis W. Austin[31]

### Medalha Hughes
- William Coolidge[38]

### Medalha Lobachevsky
- Hermann Weyl[39]

### Medalha Lorentz
- Max Planck[40]

### Medalha Lyell
- Albert Ernest Kitson[41]

### Medalha Matteucci
- Erwin Schrödinger[42]

### Medalha Murchison
- George Thurland Prior[43]

### Medalha de Ouro da Royal Astronomical Society
- Frank Schlesinger[13]

### Medalha Penrose
- Thomas Chrowder Chamberlin[44]

### Medalha Real
- Física - John Cunningham McLennan[30]
- Cardiologia - Thomas Lewis[30]

### Medalha Wollaston
- William Whitehead Watts[11]

### Prémio Nobel
- Física - Arthur Holly Compton,[17] Charles Thomson Rees Wilson.[17]
- Química - Heinrich Otto Wieland.[16]
- Medicina - Julius Wagner von Jauregg.[45]